# منصورآباد (آویز)
منصورآباد روستایی در دهستان آویز بخش مرکزی شهرستان فراشبند استان فارس ایران است.

## جمعیت
بر پایه سرشماری عمومی نفوس و مسکن در سال ۱۳۹۵ جمعیت این مکان ۸۷ نفر (۲۷خانوار) بوده‌است.